# Fonte Gaia
La Fonte Gaia è una fontana monumentale di Siena, situata in piazza del Campo.

## Storia
La più importante fontana pubblica della città, collocata in Piazza del Campo, venne accolta con esultanza dalla cittadinanza quando venne inaugurata nel 1346. Dalla gioia spontanea procurata dallo sgorgare dell'acqua nella piazza pubblica ne derivò l'appellativo di "Gaia". Per alimentarla era stata costruita un'imponente opera idraulica, costituita da una galleria lunga circa trenta chilometri e da un "bottino maestro" (cisternino), potenziato nel corso del XV secolo da Francesco di Giorgio.
La fonte, nella forma attuale, venne decorata da una serie di rilievi scultorei commissionati nel 1409 a Jacopo della Quercia e completati dieci anni dopo, nel 1419. 

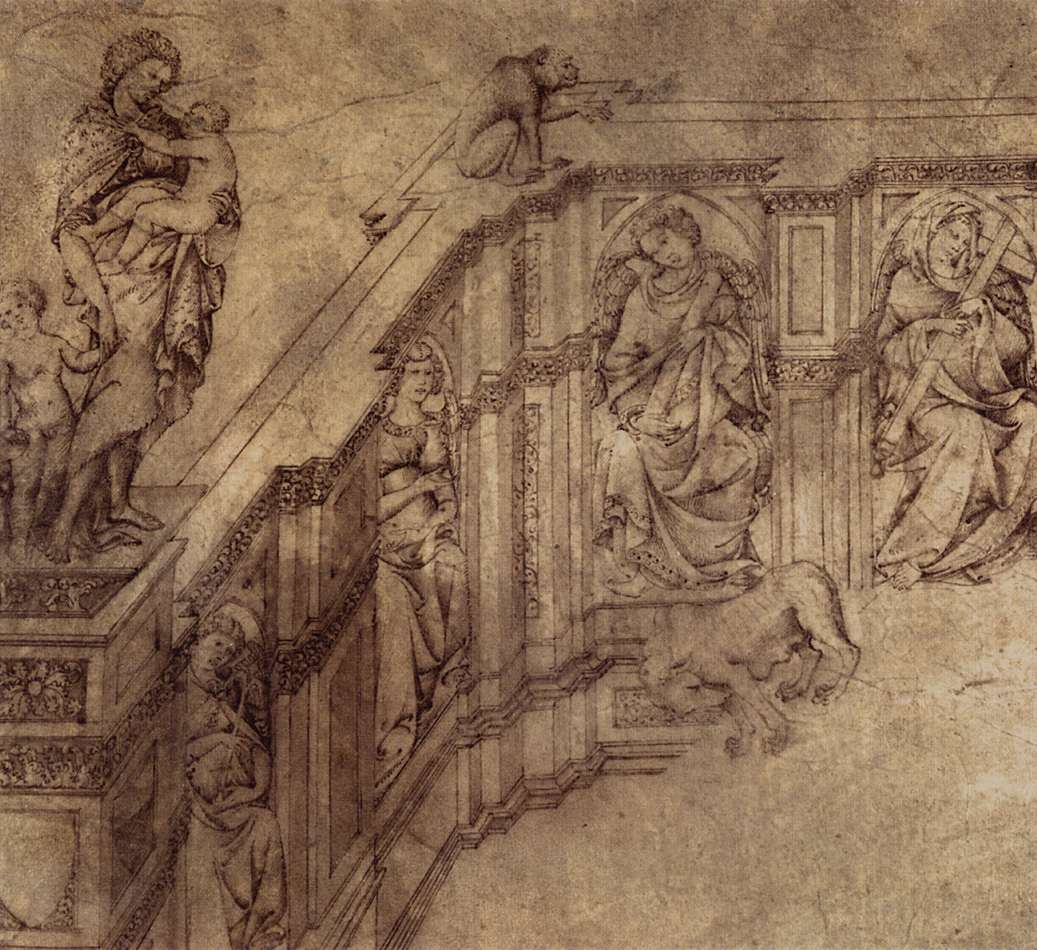
Disegno originale di Jacopo della Quercia, Metropolitan Museum of Art

Il debole materiale impiegato per la realizzazione del celebre monumento (marmo della Montagnola senese) e la vita quotidiana che si svolgeva sulla piazza contribuirono presto al degrado materiale della fonte. Uno dei traumi maggiori fu infatti inferto da chi, nel 1743, per vedere meglio lo svolgimento del Palio, si arrampicò su una delle due sculture a tutto tondo (Rea Silvia), mandandola in pezzi e rimanendone vittima.

Nel 1859 fu deciso di sostituire la fonte di Jacopo con una copia realizzata nel più duraturo marmo di Carrara, commissionata allo scultore purista senese Tito Sarrocchi. Il monumento fu inaugurato solo dieci anni più tardi. In quella stessa occasione venne anche spostato in posizione più centrale nella piazza e fu protetto da una cancellata dell'architetto Giuseppe Partini.

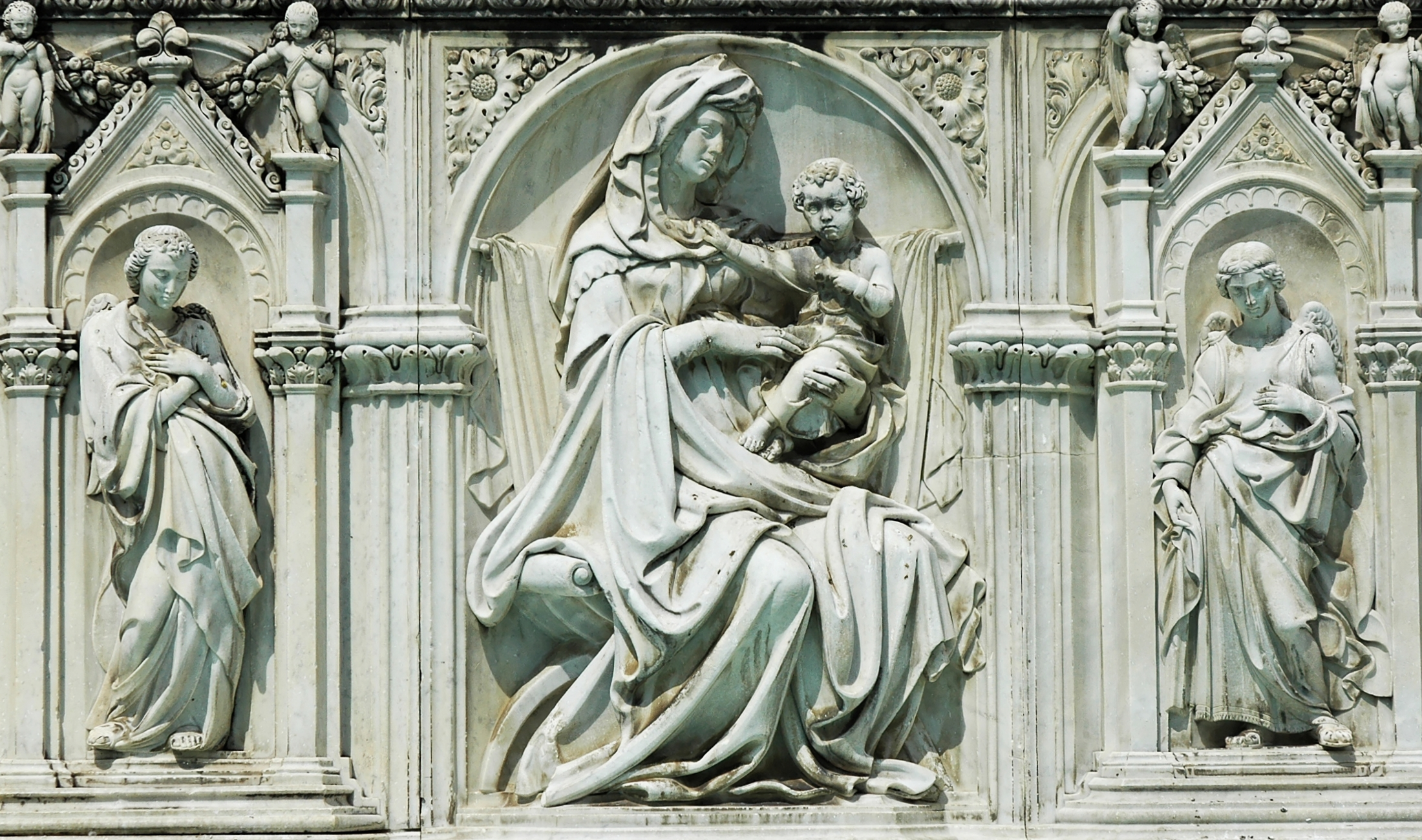
Rilievi di Tito Sarrocchi (copie)

Le sculture originali rimanenti, molto danneggiate, sono state restaurate e si trovano oggi nel Museo di Santa Maria della Scala, dopo essere stati esposte dal 1904 al 1989 nella Loggia dei Nove del Palazzo Pubblico, con queste sono conservati anche i calchi degli originali di Jacopo della Quercia e i gessi preparatori fatti da Tito Sarrocchi per le attuali sculture realizzate in marmo di carrara che costituiscono la fontana che oggi vediamo in Piazza del Campo.

## I rilievi
La fonte ha un bacino rettangolare aperto sul lato verso il Palazzo Pubblico, con una transenna sugli altri tre lati che digrada assecondando la pendenza della piazza. 
I due lati corti recano i bassorilievi con la Creazione di Adamo e la Cacciata dei progenitori e, sui pilastri anteriori le due statue a tutto tondo con Rea Silvia e Acca Larenzia, mentre in quello più lungo, i rilievi con al centro la Madonna col Bambino in trono circondata dalle Virtù e dagli Angeli. 
Le due stature a tutto tondo originali di Rea Silvia e Acca Larenzia sono conservate oggi al Museo di Santa Maria della Scala, ma non furono replicate dal Sarrocchi nella copia del 1859 sebbene la fontana attuale abbia i piedistalli predisposti per accoglierle, sembra che tale scelta sia stata dettata dall'ostacolo alla visione della corsa del Palio che queste statue potevano creare per coloro che erano in piazza. 
L'impianto della vasca e i temi della decorazione, dai temi legati all'etica e alla religione, ossequiano la tradizione consueta, mentre le caratteristiche formali dei singoli rilievi sono molto innovative, con una libertà compositiva e una vitalità inedita. Le figure affondano e riemergono dal profilo ovale, con effetti di moto circolare, e nelle due statue a tutto tondo le figure seguono un incedere serpentino, equilibrando con la testa la curva del fianco.

### Museo di Santa Maria della Scala, originali di Jacopo della Quercia

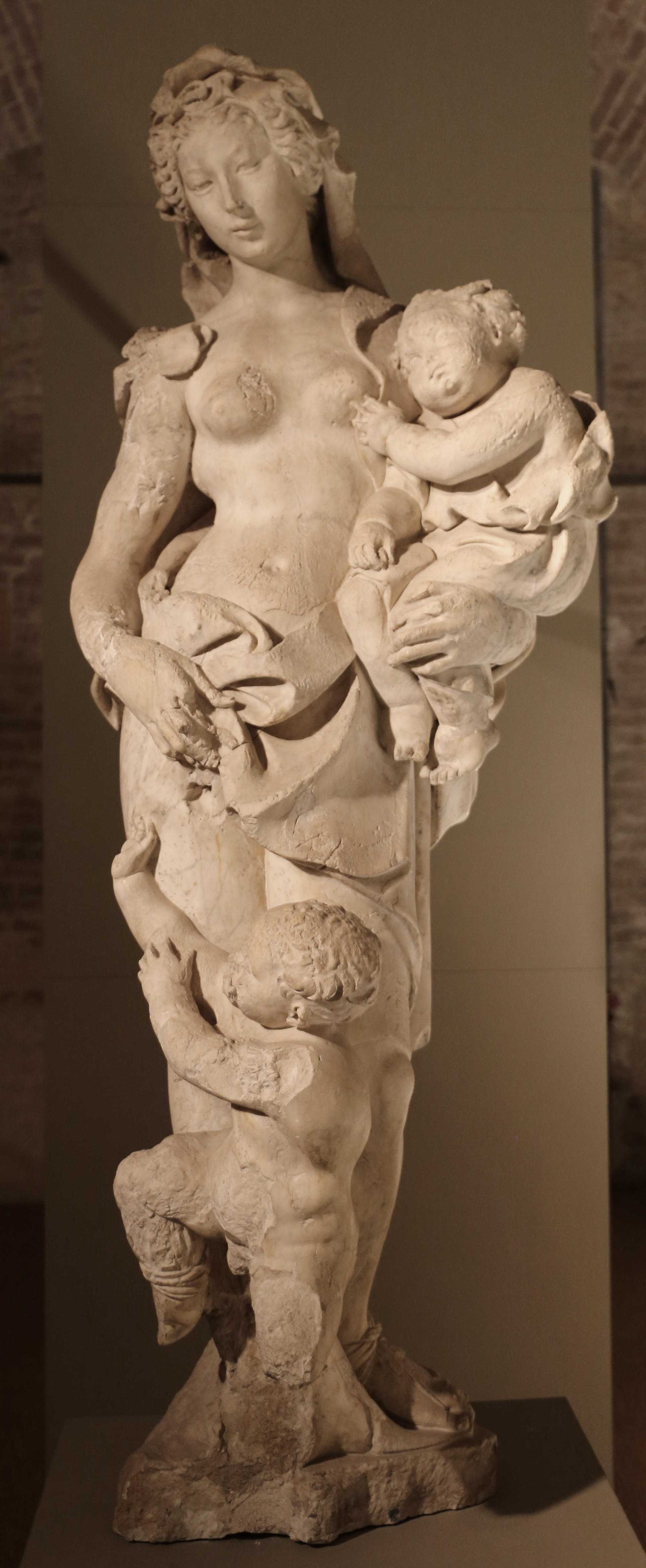
Acca Larenzia
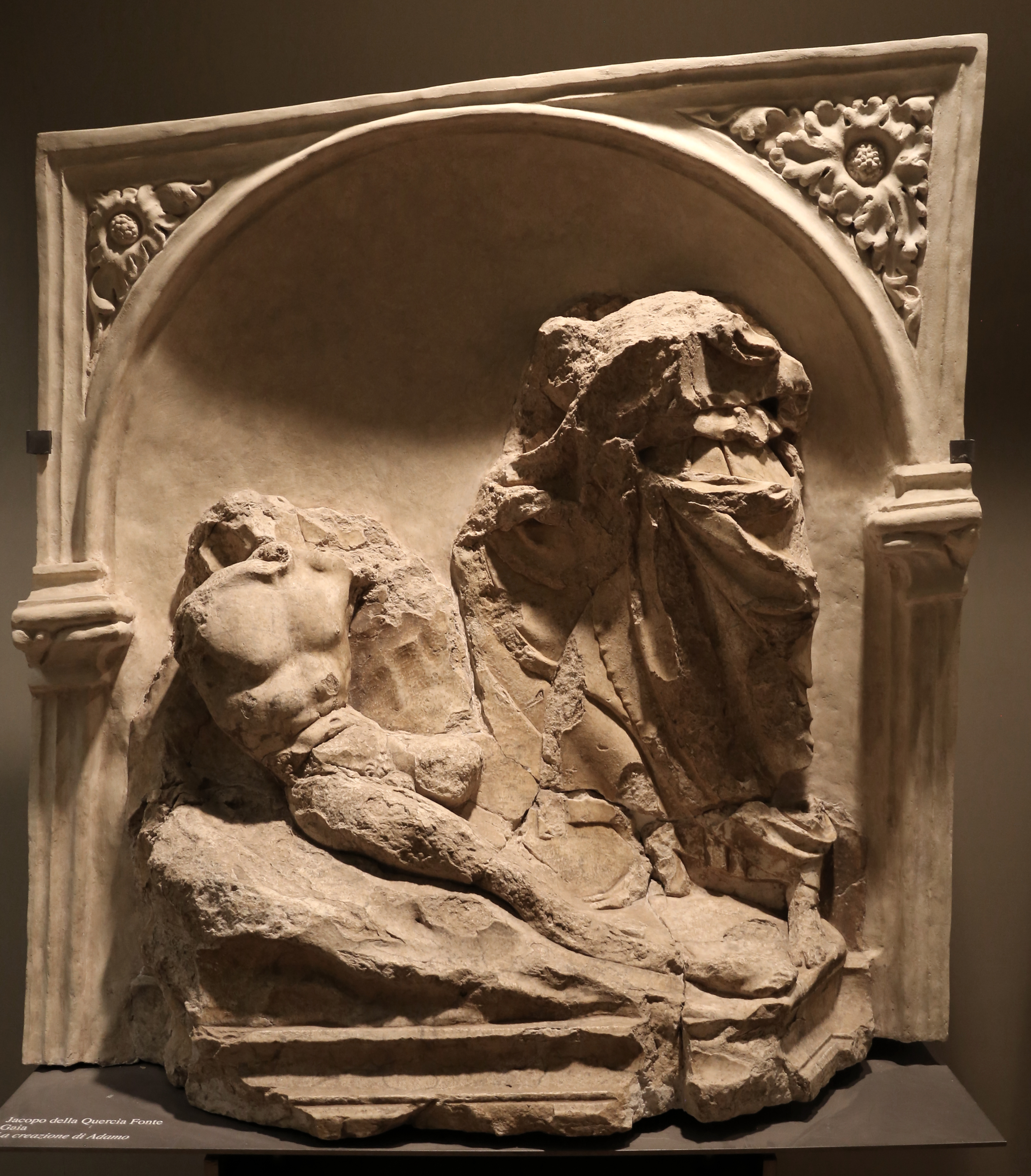
Creazione di Adamo
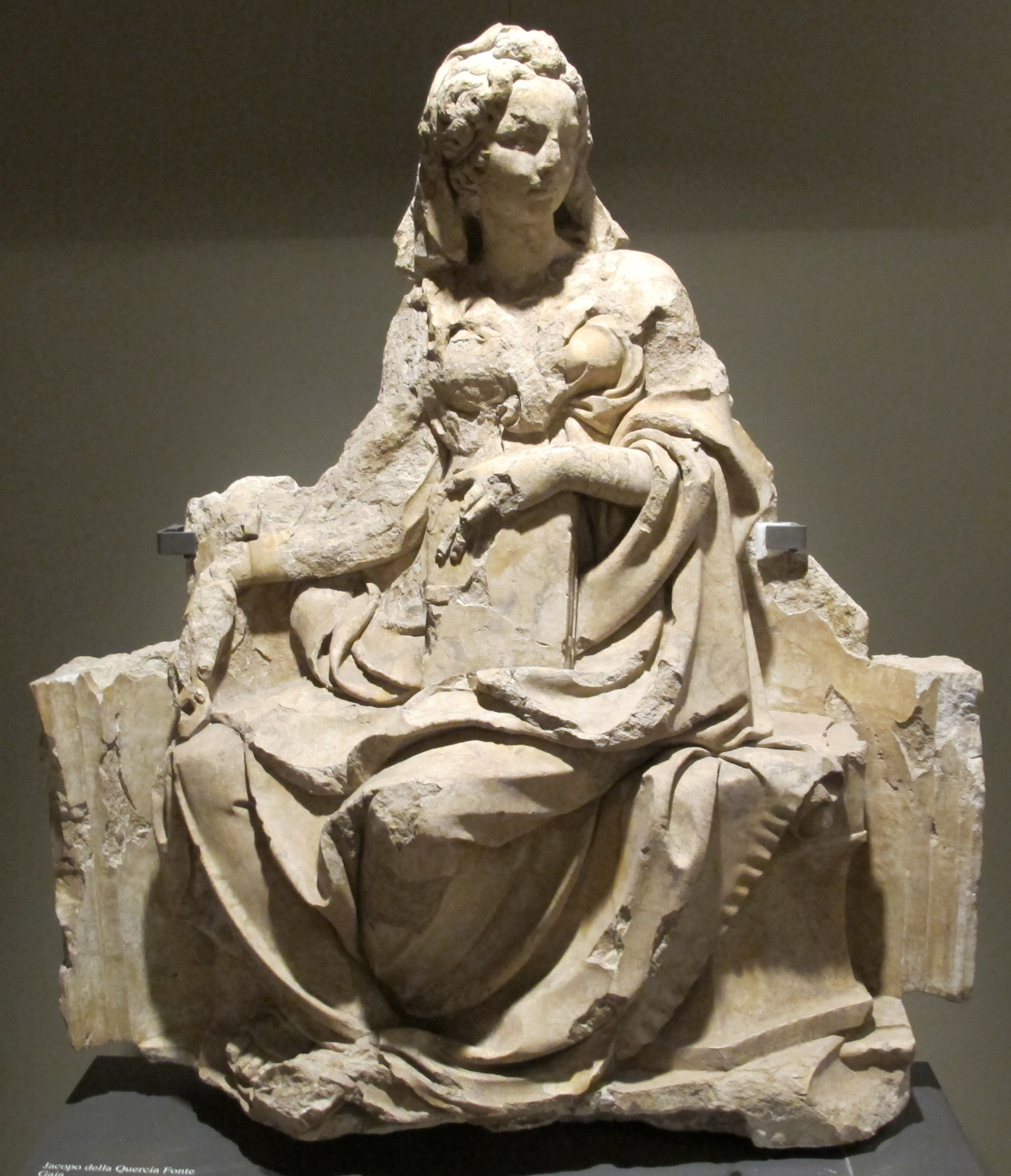
sapienza
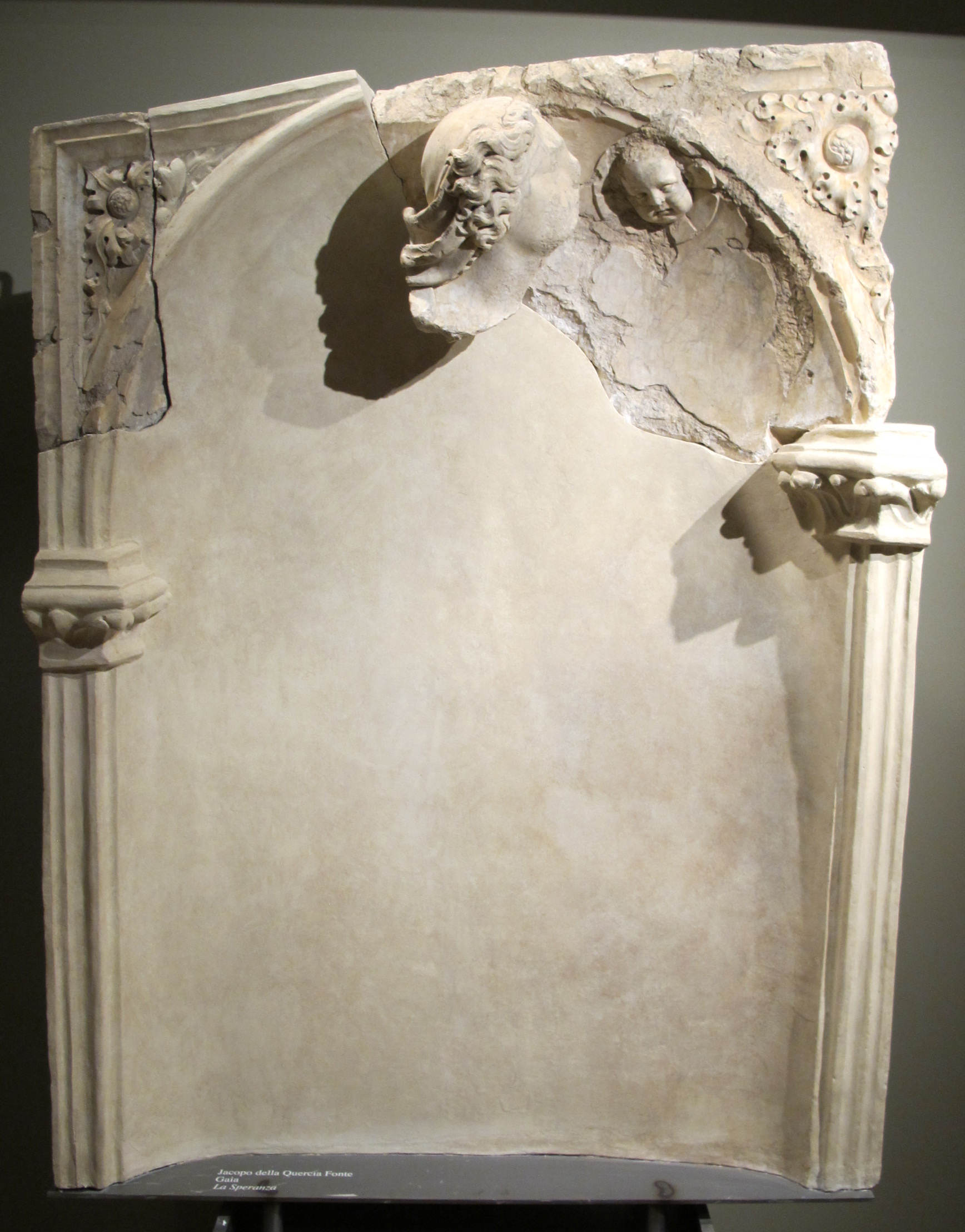
speranza
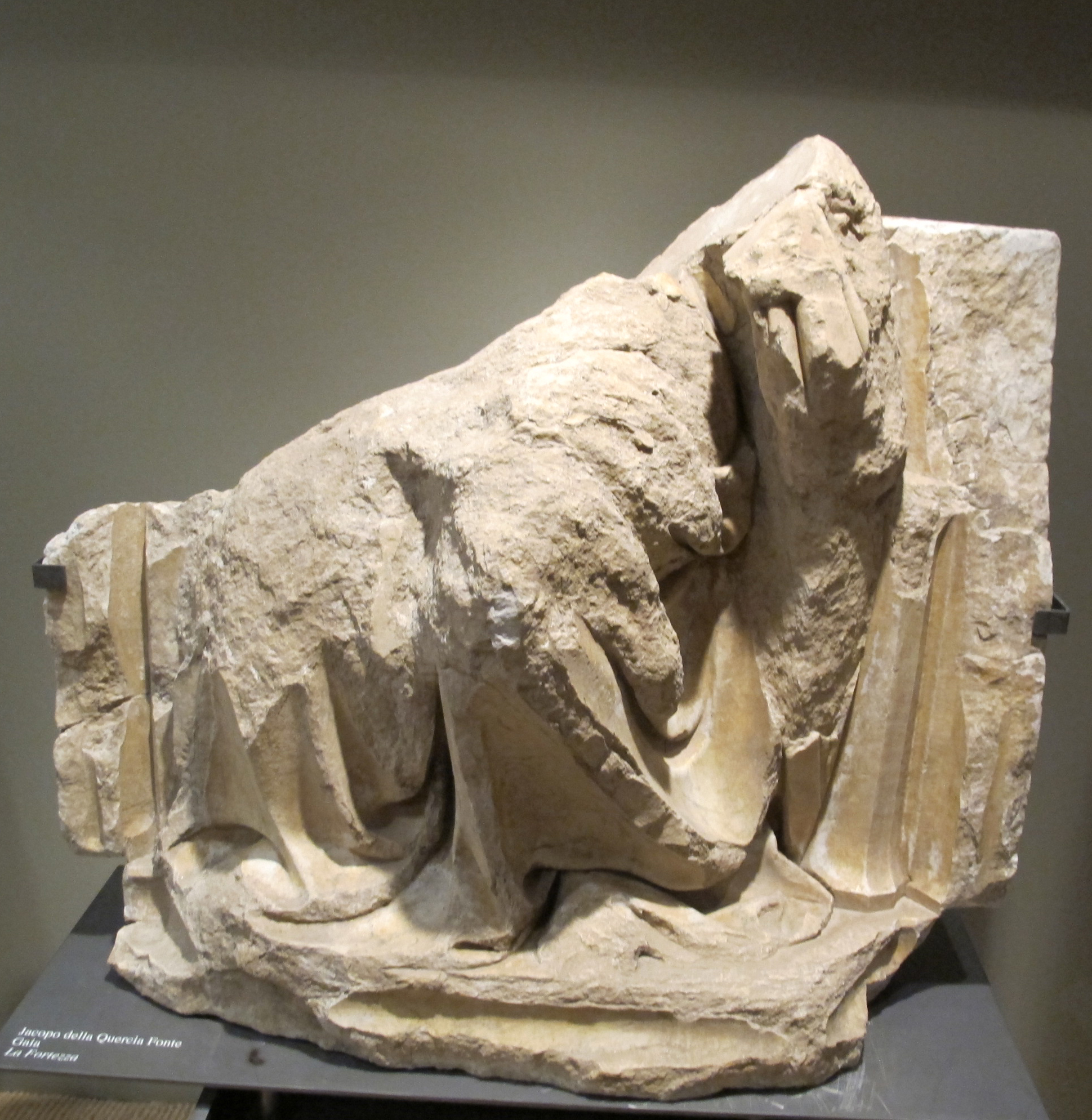
fortezza
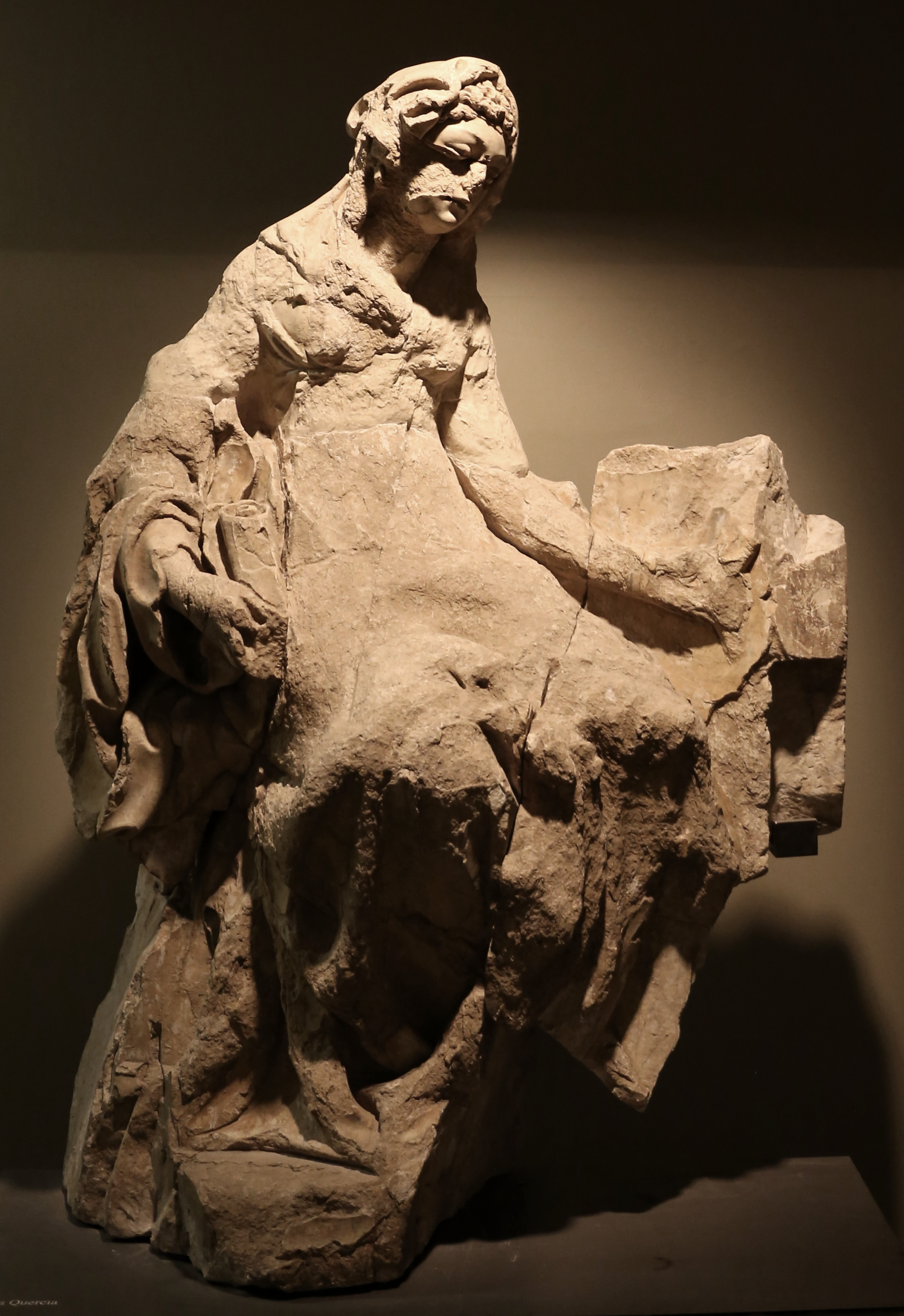
prudenza
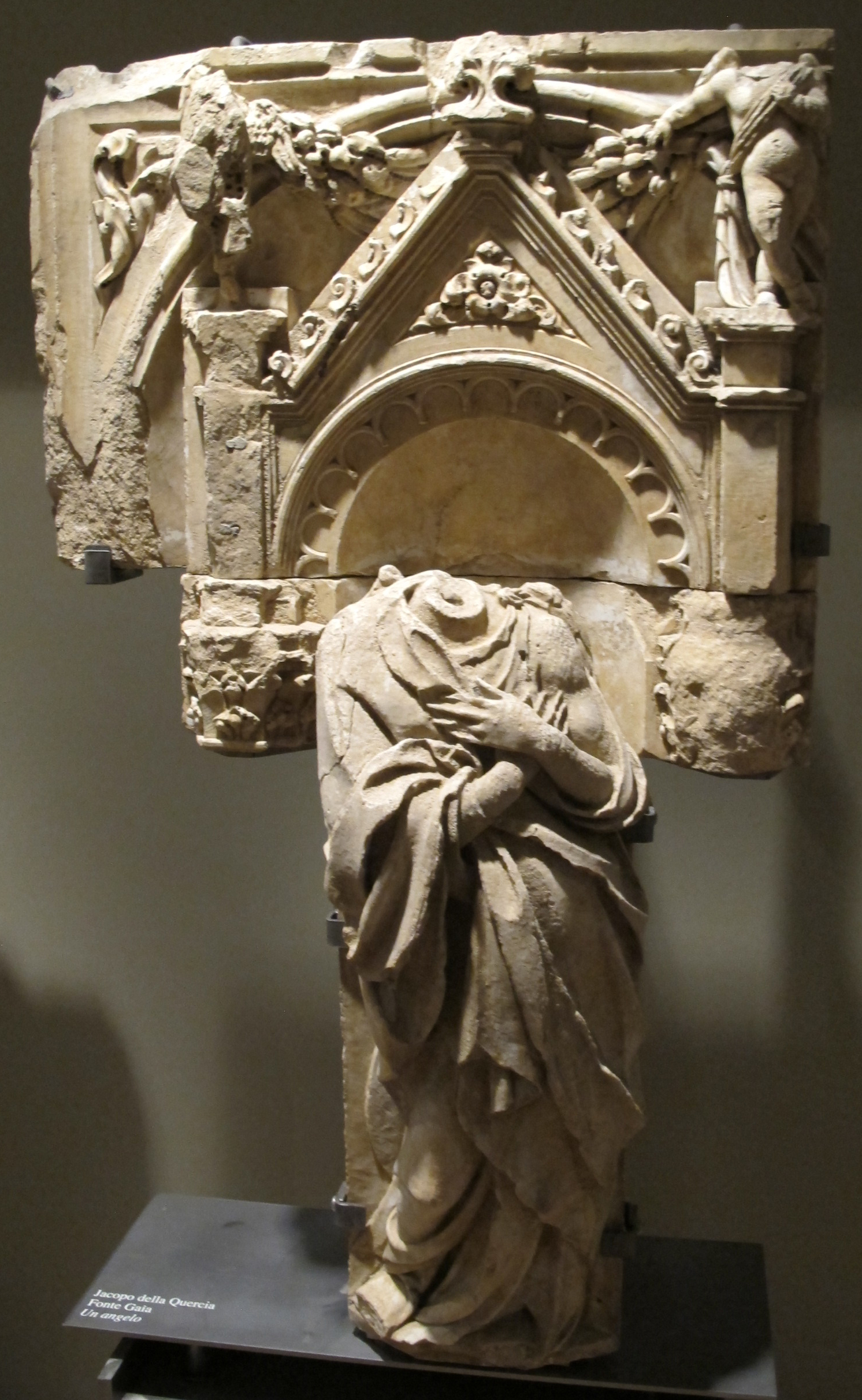
angelo
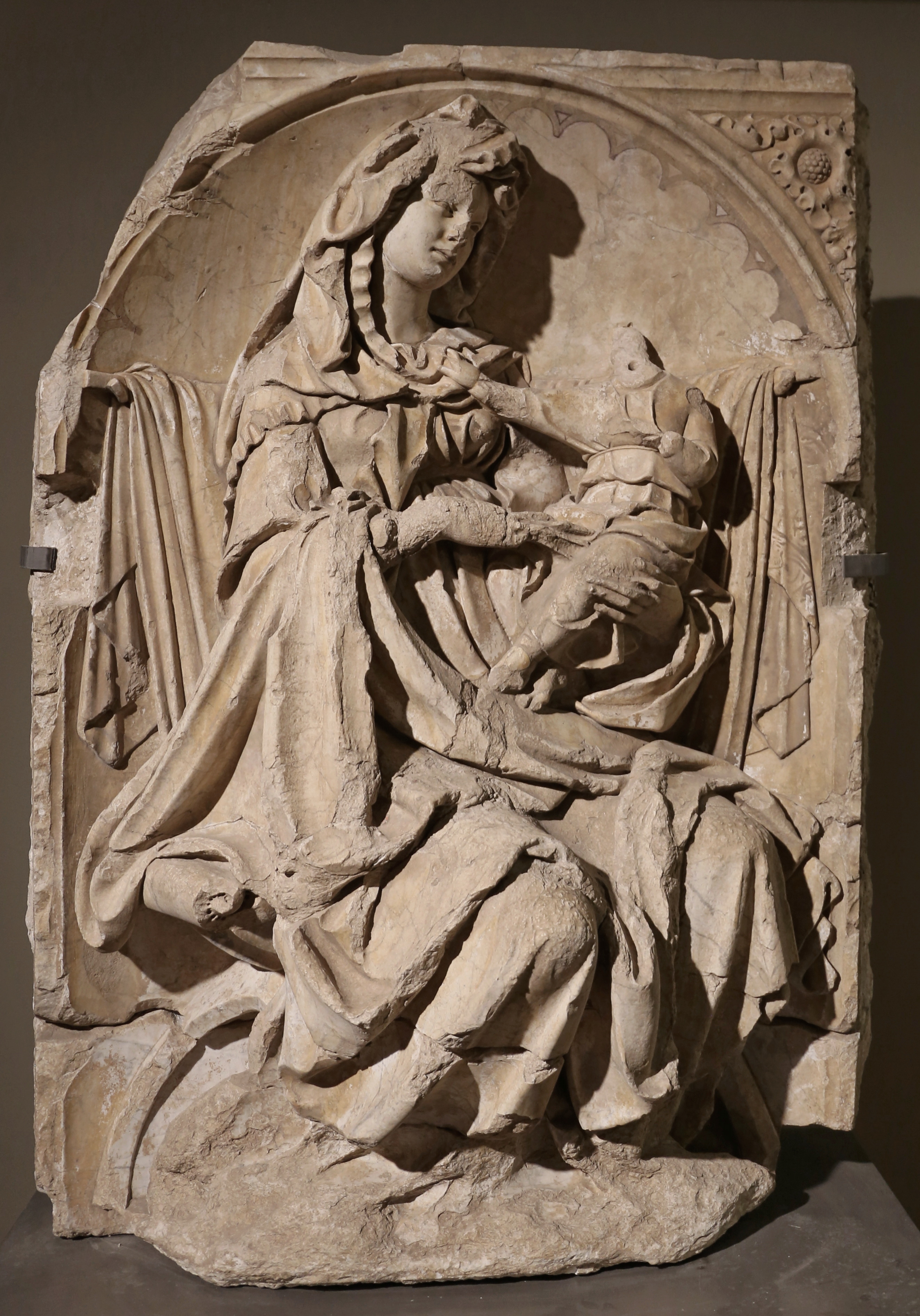
madonna col bambino
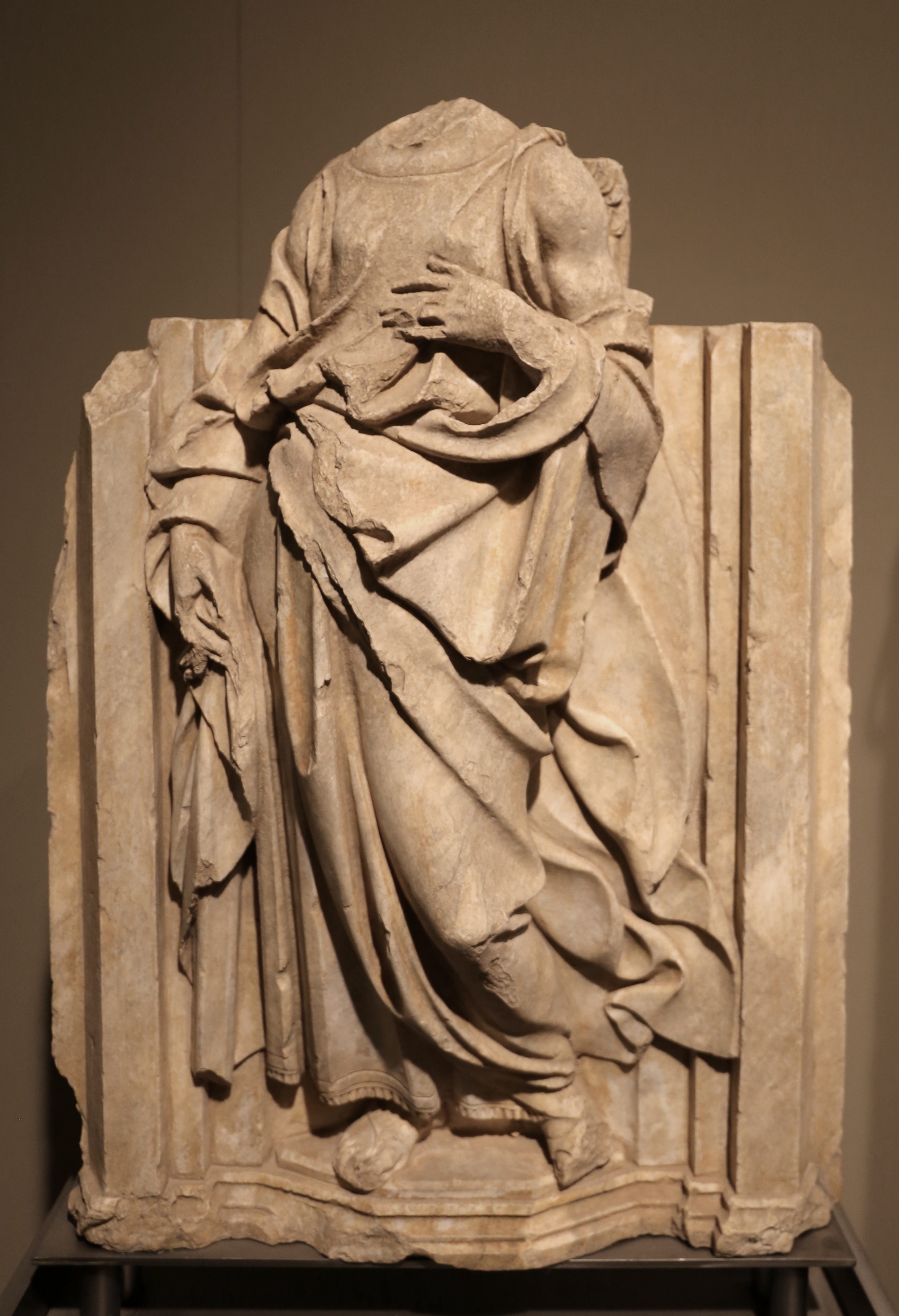
angelo
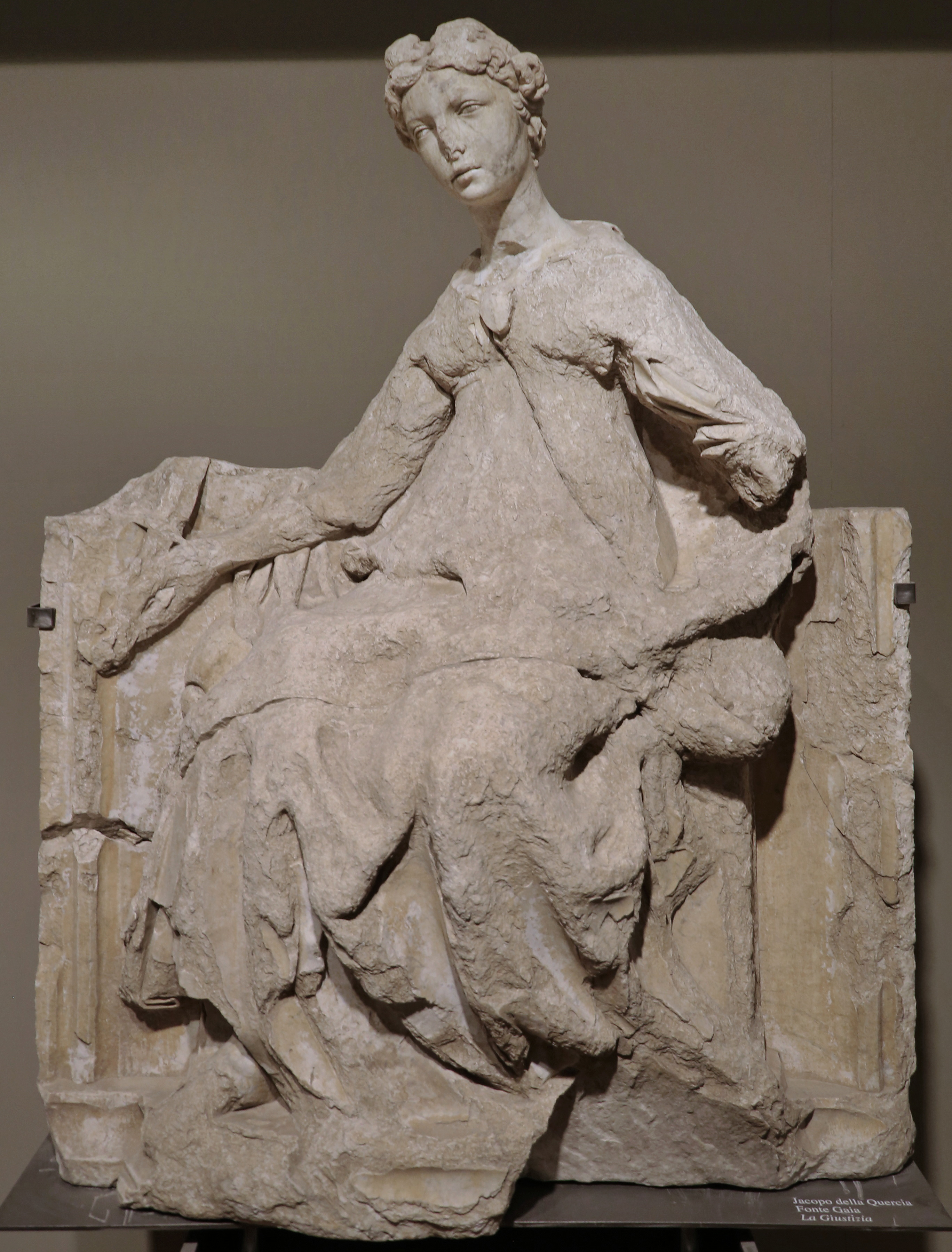
giustizia
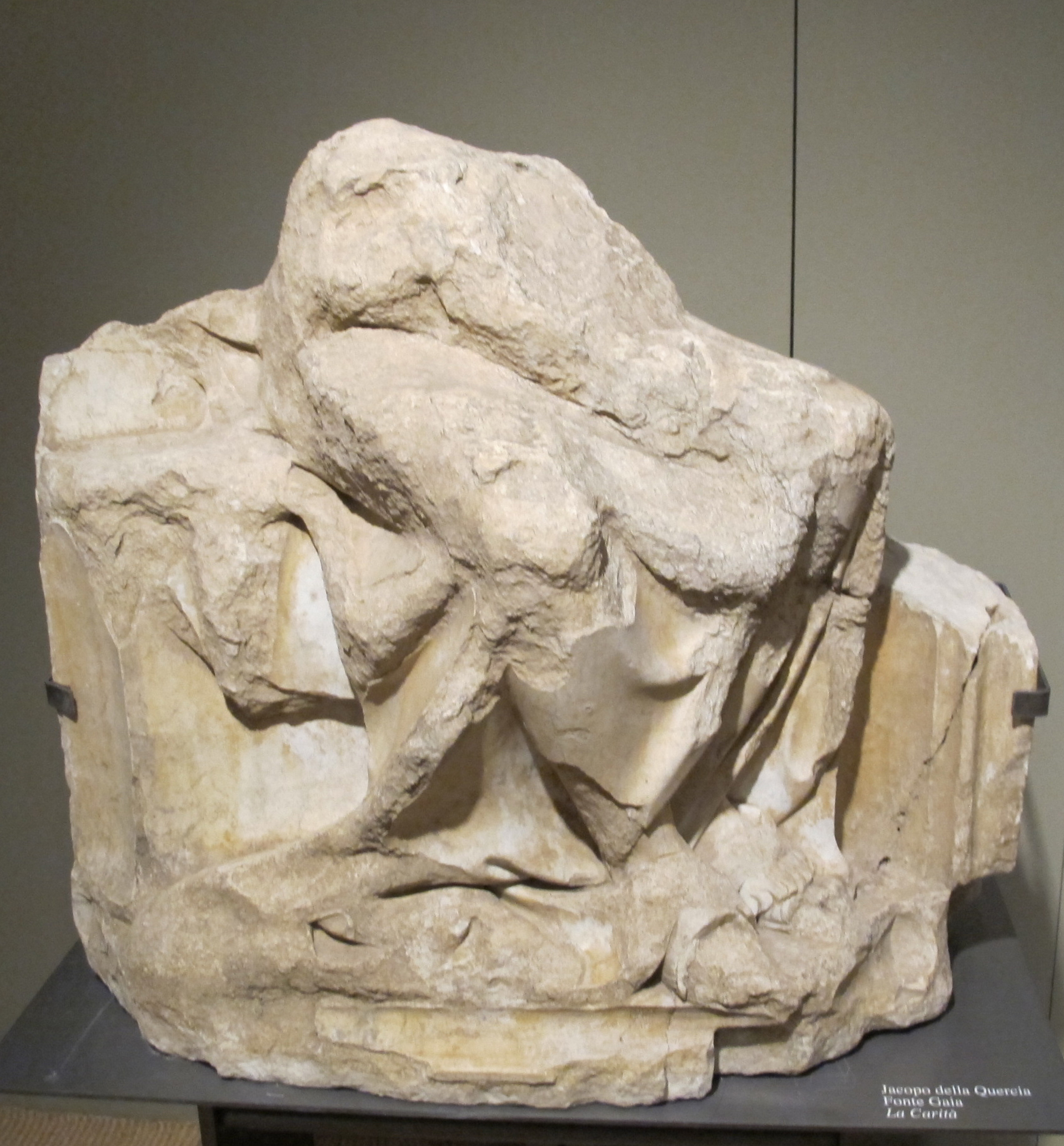
carità
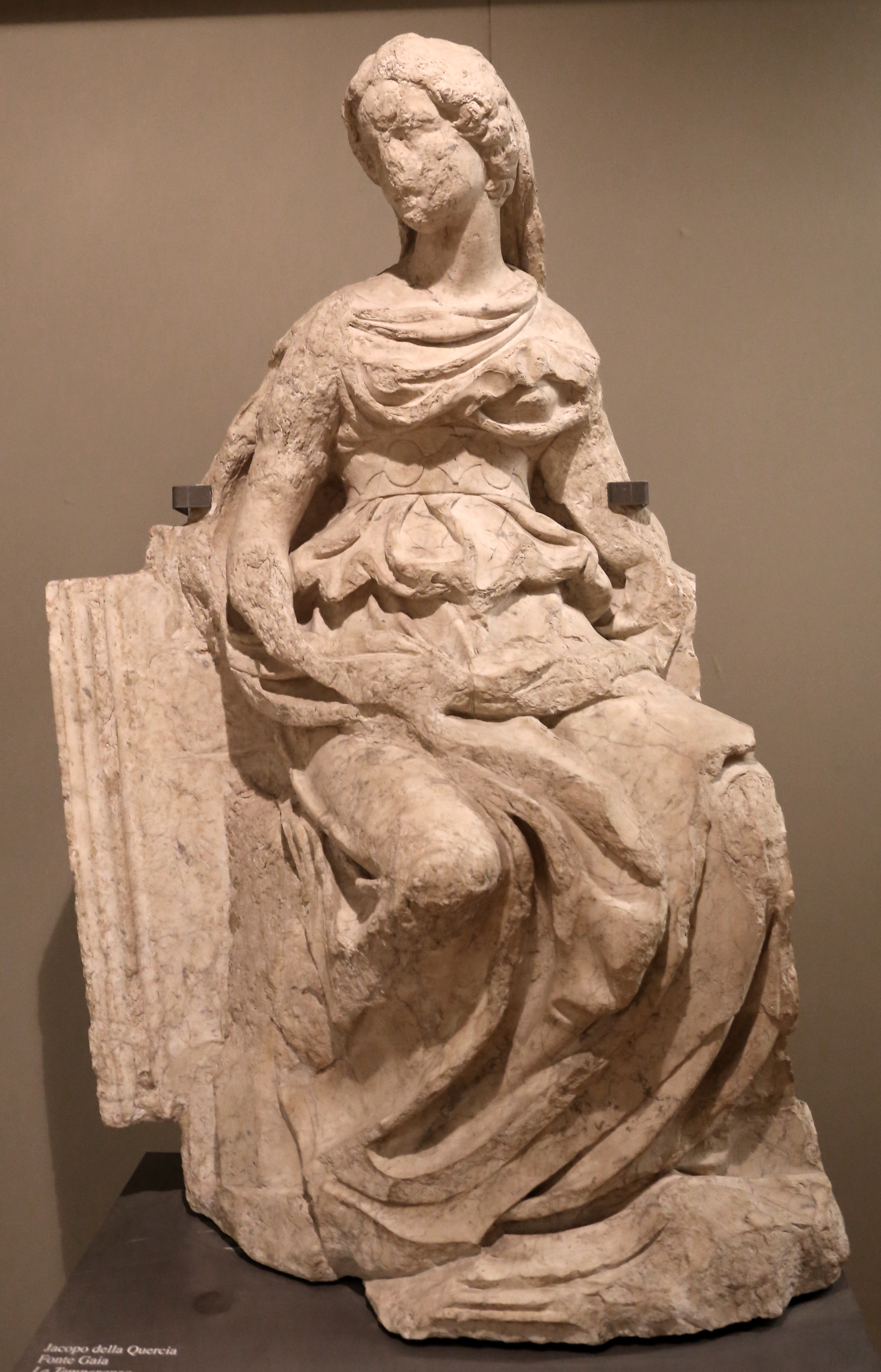
temperanza
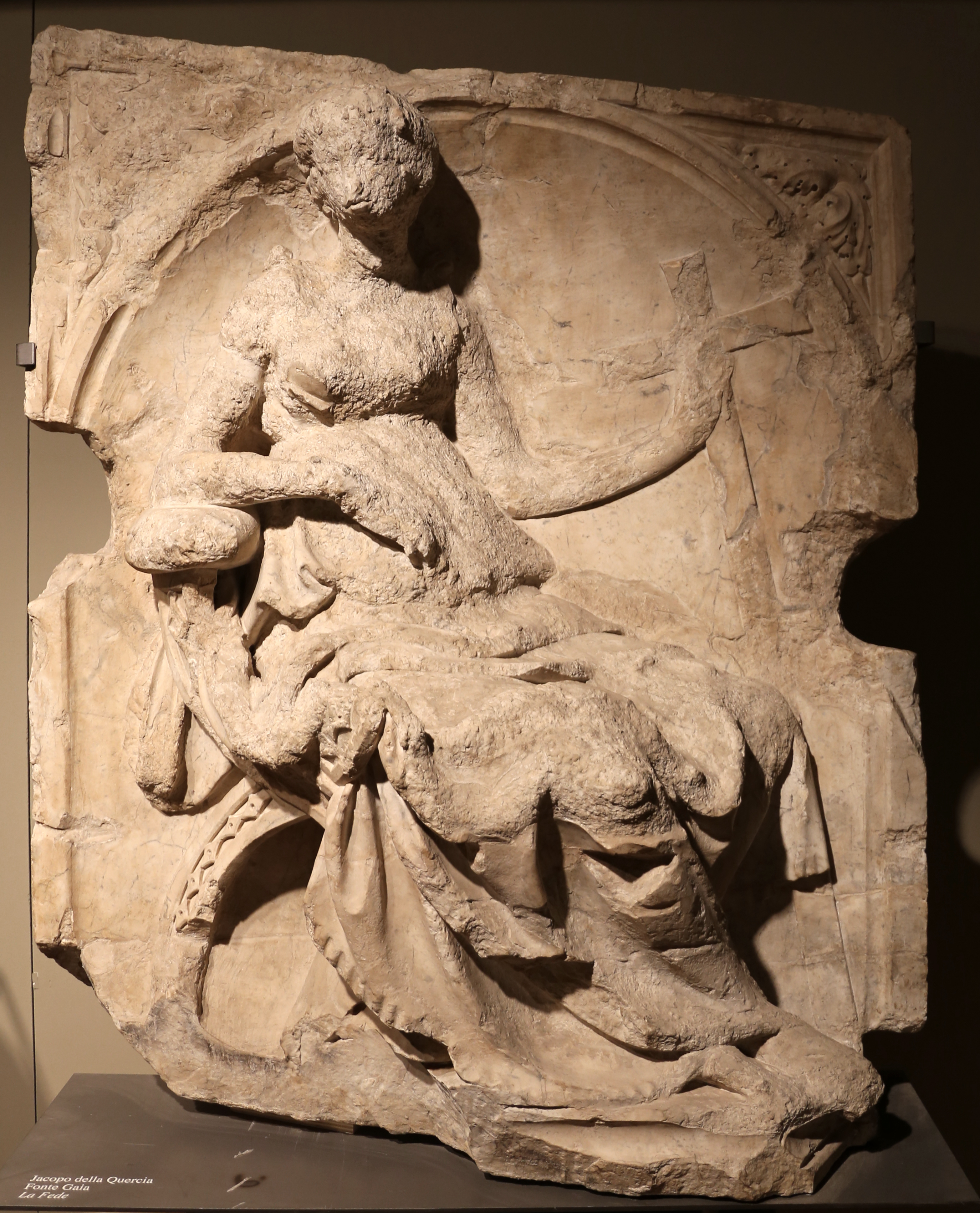
fede
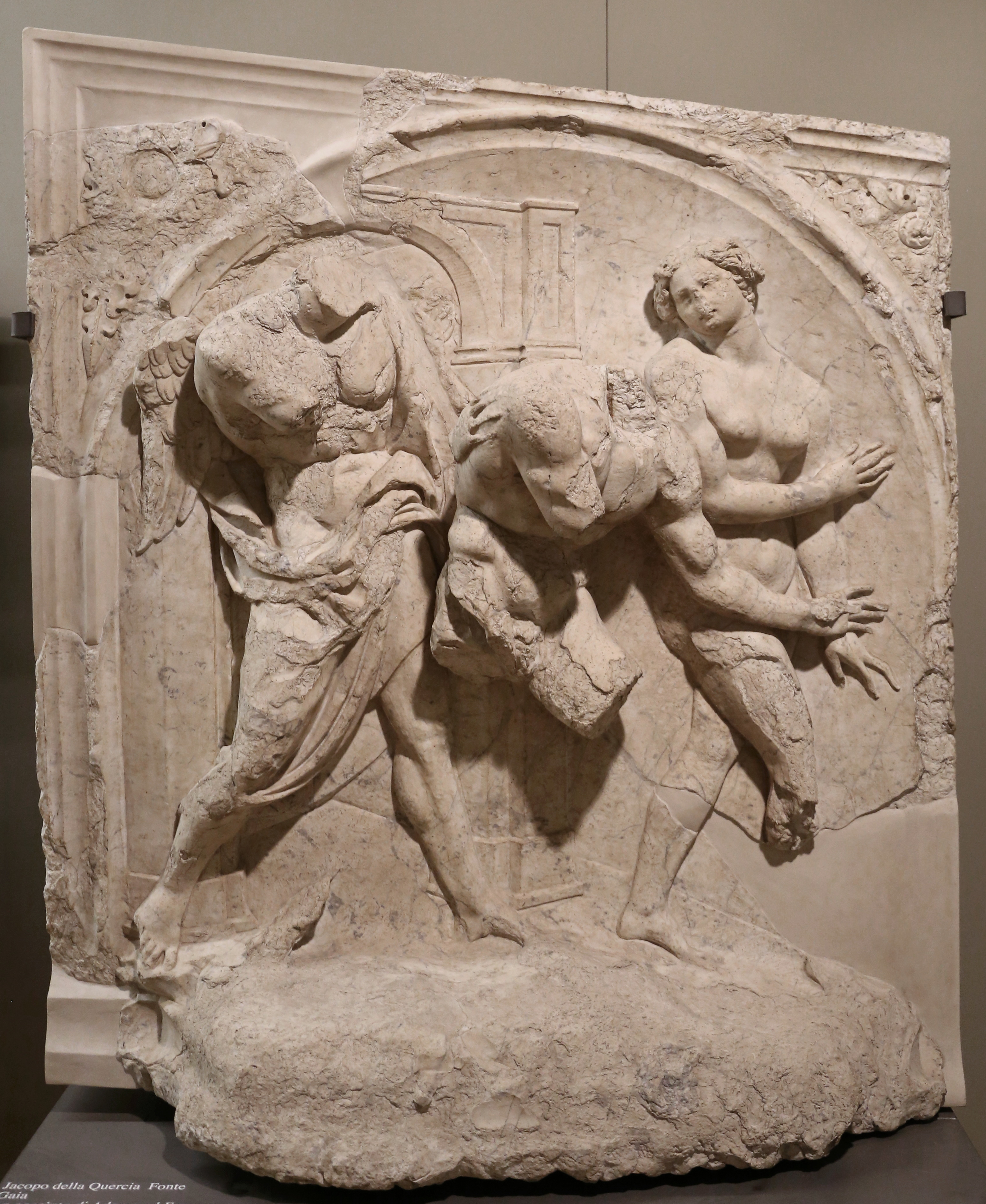
Cacciata dei progenitori
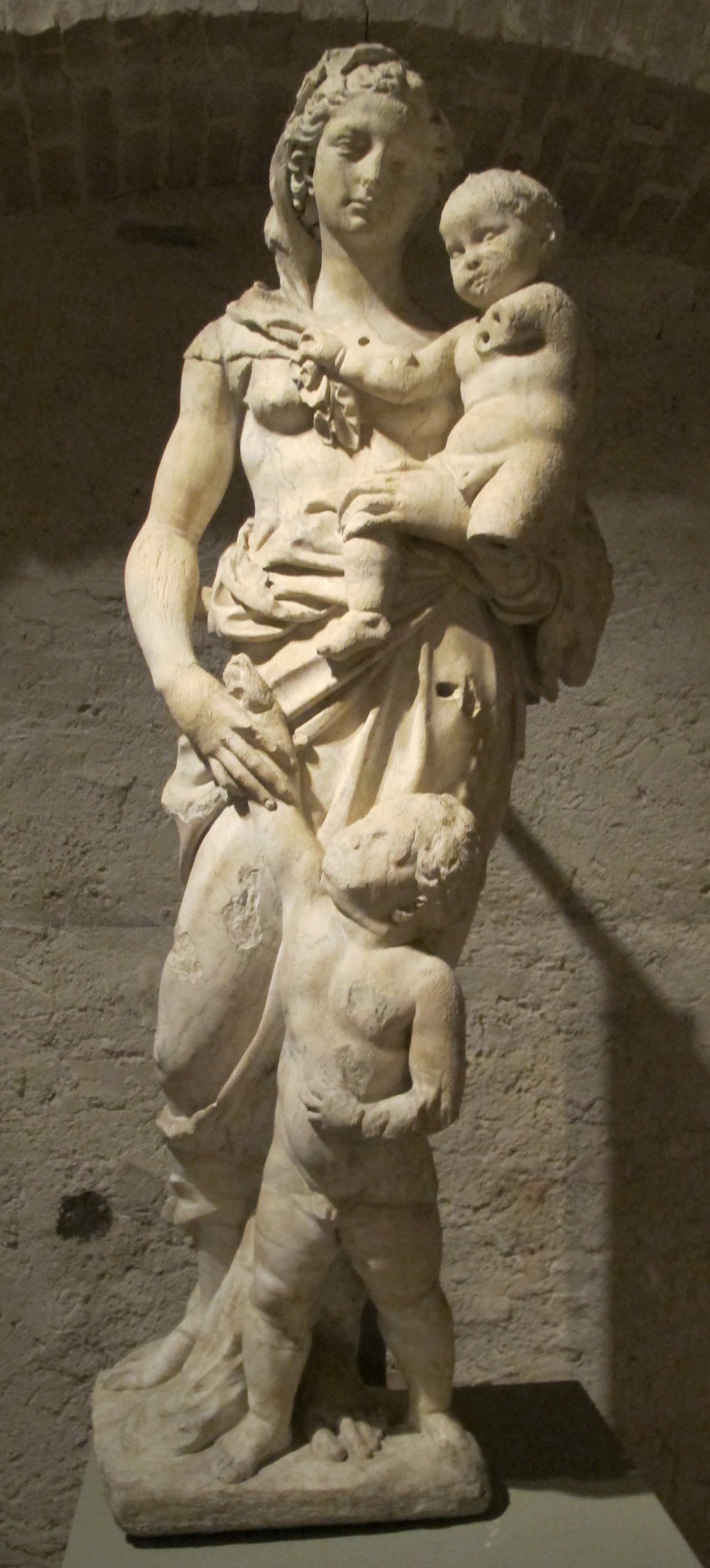
Rea Silvia